# Howard Hodgkin
Gordon Howard Eliot Hodgkin (Hammersmith, 6 de agosto de 1932-Londres, 9 de marzo de 2017), fue un pintor e impresor británico. Recibió diversos premios, incluyendo su nombramiento de caballero por la reina Isabel II de Inglaterra.

## Biografía
Fue educado en la escuela Bryanston en Dorset. Estudió en la Escuela de Arte Camberwell y posteriormente en la Academia de Arte de Bath en Corsham, donde Edward Piper aprendió de él. Su primera exposición tuvo lugar en Londres en 1962. Sus primeras pinturas tendían a estar hechas de formas curvas con duros ángulos en un limitado número de colores. Aproximadamente al inicio de la década de 1970 su estilo comenzó a ser más espontáneo con sombras vagamente reconocibles en colores brillantes y formas ovaladas. Sus trabajos podrían denominarse "semiabstractos" y a menudo se le compara con Henri Matisse.
La primera exposición retrospectiva de su obra realizada en España tuvo lugar en el Centro de Arte Reina Sofía en 2006.

## Estilo
Las pinturas de Hodgkin a menudo parecen combinar recuerdos de encuentros con amigos y frecuentemente titula aludiendo específicamente lugares y eventos, tales como Cena en la colina este (1966) y Adiós a la bahía de Nápoles (1980-1982). Él mismo dijo que él pinta «pinturas representativas de situaciones emocionales».[cita requerida] Sus cuadros no son ni abstractos ni figurativos sino que definen la intensidad de sus experiencias emocionales.
En lugar de su aparente espontaneidad y su usual pequeña escala, muchas de las pinturas de Hodgkin llevan incluso años de ejecución. Con este retorno después de un tiempo, puede cambiar y añadir cualquier cosa. A menudo pinta sobre los marcos de sus cuadros, enfatizando la idea de pintar sobre el objeto. Muchos de sus cuadros están realizados sobre objetos de madera, tales como tablas de madera o superficies de viejas mesas. Algunos de sus cuadros no llevan marcos, sino un simple rectángulo de color.

## Homenajes
En 1984 Hodgkin representó al Reino Unido en la Bienal de Venecia, en 1985 fue galardonado con el Premio Turner, y en 1992 fue nombrado caballero (sir). En 2003 fue nombrado por la reina de Inglaterra Isabel II "Compañero de Honor". La mejor exposición de su obra tuvo lugar en la Tate Gallery de Londres en 2006.